# 布罗基耶斯
布罗基耶斯（法語：Broquiès，法語發音：[bʁɔkjɛs]）是法国阿韦龙省的一个市镇，属于米约区。

## 地理
布罗基耶斯（44°0'18"N, 2°41'45"E）面积37.99 平方千米，位于法国奧克西塔尼大區阿韦龙省，该省份为法国南部内陆省份，位于法國中央高原南部，北起顺时针与康塔爾省、洛泽尔省、加尔省、埃罗省、塔恩省、塔恩-加龙省和洛特省接壤。
与布罗基耶斯接壤的市镇（或旧市镇、城区）包括：布鲁斯堡、莱科斯特戈宗、莱斯特拉德和图埃勒、圣伊宰尔、勒特吕埃勒、帕纳自由城。

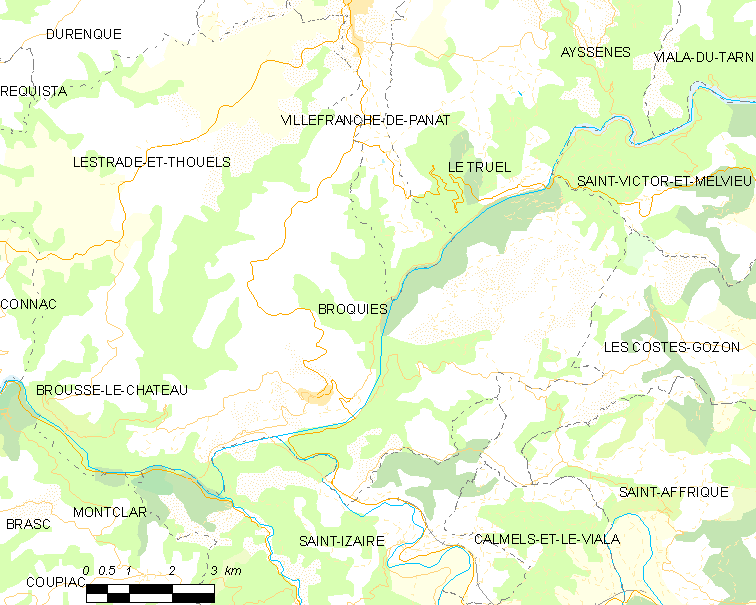
布罗基耶斯的OSM定位图

布罗基耶斯的时区为UTC+01:00、UTC+02:00（夏令时）。

## 行政
布罗基耶斯的邮政编码为12480，INSEE市镇编码为12037。

## 政治
布罗基耶斯所属的省级选区为拉斯普-莱韦祖县。

## 人口

1962-2008年间布罗基耶斯人口变化图示

布罗基耶斯于2022年1月1日时的人口数量为612人。